# Open Angers Arena Loire 2021
L'Open Angers Arena Loire 2021 è stato un torneo di tennis femminile giocato sul cemento indoor. È stata la 1ª edizione del torneo, che fa parte del WTA Challenger Tour 2021. Il torneo si è giocato all'Arena Loire Trélazé di Angers, in Francia, dal 6 al 12 dicembre 2021.

## Partecipanti al singolare

### Teste di serie
| Nazionalità | Giocatrice          | Ranking* | Testa di serie |
| ----------- | ------------------- | -------- | -------------- |
| Ucraina     | Anhelina Kalinina   | 52       | 1              |
| Cina        | Zhang Shuai         | 62       | 2              |
| Belgio      | Greet Minnen        | 75       | 3              |
| Francia     | Clara Burel         | 77       | 4              |
| Russia      | Varvara Gračëva     | 79       | 5              |
| Russia      | Vera Zvonarëva      | 87       | 6              |
| Francia     | Océane Dodin        | 90       | 7              |
| Francia     | Kristina Mladenovic | 93       | 8              |
| Ucraina     | Dajana Jastrems'ka  | 100      | 9              |

* Ranking al 29 novembre 2021.

### Altre partecipanti
Le seguenti giocatrici hanno ricevuto una wild card per il tabellone principale:
- Elsa Jacquemot
- Victoria Jiménez Kasintseva
- Mallaurie Noël
- Jessika Ponchet

Le seguenti giocatrici sono passate dalle qualificazioni:
- Isabella Šinikova
- Natal'ja Vichljanceva
- Daniela Vismane
- Yuan Yue

Le seguenti giocatrici sono entrate in tabellone come lucky loser:
- Vitalija D'jačenko
- Martina Di Giuseppe

### Ritiri
Prima del torneo
- Mihaela Buzărnescu → sostituita da  Mariam Bolkvadze
- Alizé Cornet → sostituita da  Tamara Korpatsch
- Jaqueline Cristian → sostituita da  Ankita Raina
- Olga Danilović → sostituita da  Leonie Küng
- Anhelina Kalinina → sostituita da  Vitalija D'jačenko
- Jule Niemeier → sostituita da  Ylena In-Albon
- Viktoriya Tomova → sostituita da  Anna Blinkova
- Dajana Jastrems'ka → sostituita da  Martina Di Giuseppe
- Maryna Zanevs'ka → sostituita da  Julia Grabher
- Zheng Qinwen → sostituita da  Cristina Bucșa

## Partecipanti al doppio

### Teste di serie
| Nazione | Giocatrice       | Nazione | Giocatrice      | Rank1 | Seed |
| ------- | ---------------- | ------- | --------------- | ----- | ---- |
| Romania | Monica Niculescu | Russia  | Vera Zvonarëva  | 93    | 1    |
| Russia  | Anna Blinkova    | Serbia  | Nina Stojanović | 107   | 2    |

* Ranking al 29 novembre 2021.

## Campionesse

### Singolare
Vitalija D'jačenko ha sconfitto in finale  Zhang Shuai con il punteggio di 6-0, 6–4.

### Doppio
Tereza Mihalíková /  Greet Minnen hanno sconfitto in finale  Monica Niculescu /  Vera Zvonarëva con il punteggio di 6-2, 7–6(3).